# 최시중 (아나운서)
최시중(1972년 2월 15일 ~ )은 대한민국의 아나운서다.

## 경력
- 1996년 ~ 2002년 : KBS 23기 공채 지역권 아나운서 (KBS대전방송총국 지역근무)
- 2003년 ~ 현재 : KBS 본사 근무

## 진행

### 텔레비전
- KBS 1TV 《KBS 마감뉴스》 진행 (2009년 4월 20일 ~ 2013년 4월 5일)
- KBS 1TV 《KBS 뉴스 5》 휴일 진행
- KBS 1TV 《KBS 뉴스 7》 주말 진행
- KBS 1TV 《KBS 주말뉴스》 일요일 진행
- KBS 1TV 《KBS 뉴스특보》김영삼 前 대통령 서거 [18시 50분 특보] 진행 (2015년 11월 22일)
- KBS 2TV 《여유만만》패널 및 출연(게스트, 2014년 12월 24일)
- KBS 1TV 《아침마당》8271회 신년특집 출연(신년특집 -  화요초대석 신년기획, 2019년 1월 1일)
- KBS 1TV 《생로병사의 비밀》 출연《703회 - 간식, 독인가? 약인가?》(2019년 8월 14일)
- KBS 1TV 《6시 내고향》출연(7172회, 2020년 12월 8일) 및 패널
- KBS 1TV 《아침마당》 목요일 - <슬기로운 목요일> 패널(게스트), 금요일 - <생생토크 만약 나라면> 출연 (2020년~ )
- KBS 1TV 토요일 《KBS 뉴스광장》 임시 진행 (2021년 11월 27일, 2022년 10월 8일)
- KBS 1TV 《시니어 토크쇼 황금연못》 임시 패널 (2023년 4월 29일)
- KBS 1TV 《사랑의 가족》 진행 (2024년 2월 10일 ~ 진행중)
- KBS 2TV 《무엇이든 물어보세요》 화요일 임시 아나운서 패널 (2024년 5월 14일)
- KBS 2TV 《무엇이든 물어보세요》 금요일 아나운서 패널 (2024년 5월 24일 ~ 6월 14일)
- KBS 2TV, KBS 1TV 《무엇이든 물어보세요》 화요일 아나운서 패널 (2024년 6월 25일 ~)

### 라디오
- KBS 제1라디오 《스포츠 하이라이트》 평일 진행
- KBS 제1라디오 《라디오 24시》 평일 진행
- KBS 제3라디오 《내일은 푸른하늘》 일요일 진행
- KBS 해피FM 《0시의 가요무대 최시중입니다》 진행 (2016년 4월 25일 ~ 2018년 9월 30일)
- KBS 제1라디오 《KBS 뉴스월드》 주말 임시진행 (2024년 5월 4일 ~ 5일)